# Polityka ukrainizacji w USRR w latach 1923–1929
Polityka ukrainizacji w USRR w latach 1923–1929 – liberalna polityka prowadzona przez bolszewików w Ukraińskiej Socjalistycznej Republice Radzieckiej (USRR), rozpoczęta wiosną 1923, zakończona gwałtownie pod koniec 1929.

## Cele polityki
Polityka ukrainizacji prowadzona w USRR była odpowiedzią bolszewików na działalność ukraińskiego ruchu narodowego w latach 1917–1920, w szczególności na zaistnienie w tym okresie niepodległej Ukraińskiej Republiki Ludowej, oraz związany z nią wzrost świadomości narodowej Ukraińców. Ponadto celem tejże polityki było poszerzenie bazy społecznej systemu komunistycznego, poprzez włączenie obywateli USRR w aktywność nowej administracji państwowej. Włodzimierz Lenin traktował powyższe jako wstęp do integracji poszczególnych narodowości nierosyjskich w jednej wspólnocie opartej na ideologii marksistowskiej.
Zamiarem było również zwiększenie udziału we władzy aparatu partyjnego USRR.
Wpływ na wprowadzenie tej polityki miała również tocząca się w Moskwie polityczna walka frakcyjna, w której część działaczy komunistycznych zamierzała osłabić pozycję Józefa Stalina.

## Realizacja założeń polityki
W 1923 XII Zjazd Partii, pod wpływem stanowiska jej najwyższych władz, zdecydował o przyjęciu wobec nierosyjskiej ludności Związku Radzieckiego polityki korienizacji (z ros. sięganie do korzeni).
Polityka ukrainizacji przybrała – na tle podobnych działań wobec innych narodów ZSRR – szczególnie szeroki zakres, co wynikało z faktu, iż USRR była najludniejszą nierosyjską republiką w państwie. Za jej początek przyjmuje się wydanie jeszcze w 1923 serii dekretów, które nakazywały w ciągu dwóch lat dokonać pełnej ukrainizacji szkolnictwa na terenie USRR oraz zobowiązywały wszystkich urzędników państwowych pracujących na jej terenie do opanowania w ciągu roku języka ukraińskiego (zorganizowano dla nich specjalne kursy). W dalszej kolejności władze podjęły działania na rzecz wsparcia działalności wydawniczej w języku ukraińskim oraz popularyzacji kultury tworzonej w tym języku. Dążono również do zwiększenia liczby Ukraińców w administracji państwowej.
W 1925, w związku z nieprzychylnym stosunkiem do polityki ukrainizacji ze stanowisk w USRR zostali odwołani pierwszy sekretarz KP(b)U Emanuel Kwiring oraz drugi sekretarz Dmytro Łebed; Kwiringa zastąpił na stanowisku Łazar Kaganowicz. Realizując linię partii, zintensyfikował on działania na rzecz ukrainizacji partii, administracji, oświaty oraz prasy, zaś wobec niezrealizowania zadań wyznaczonych przez dekrety z 1923 wskazał 1 stycznia 1926 jako nowy termin zakończenia ukrainizacji całej administracji USRR. Ponownie okazał się on jednak niemożliwy do osiągnięcia.
Według danych z 1927 po raz pierwszy od momentu istnienia ZSRR liczba urzędników narodowości ukraińskiej przekroczyła połowę wszystkich zatrudnionych w aparacie państwowym. Większość z nich była jednak zatrudniona na stanowiskach niskich szczebli. W tym samym roku w języku ukraińskim załatwiano 70% spraw urzędowych (w 1925 – 25%). Według oficjalnych danych 39,8% urzędników deklarowało dobrą znajomość tego języka, zaś 31,7% – dostateczną. W tej ostatniej grupie były jednak również osoby, które w rzeczywistości posiadały jedynie znajomość podstawowych słów.
Ukrainizacja szkolnictwa w USRR znacznie przyspieszyła po objęciu przez Mykołę Skrypnyka stanowiska ludowego komisarza oświaty USRR. W 1929 83% szkół podstawowych i 66% średnich prowadziło zajęcia w języku ukraińskim; 97% osób w wieku szkolnym pochodzenia ukraińskiego wybierało kształcenie w tych właśnie placówkach. Do początku lat 30. XX wieku doszło również do znaczących zmian w działalności wydawniczej na terenie USRR. Liczba książek drukowanych w języku ukraińskim wzrosła z 29% w 1922 do 77% w 1931, zaś pism periodycznych – z niecałych 30% w 1922 do 88% na początku kolejnej dekady. W 1928 język ukraiński stał się językiem wykładowym 42% zajęć na wyższych uczelniach, zaś od roku poprzedniego jego znajomość była wymogiem w procesie rekrutacji na studia.
W ramach walki z analfabetyzmem wprowadzono kursy oraz szkoły wieczorowe dla dorosłych, na których uczono czytania i pisania w języku ukraińskim. W wyniku tej polityki w latach 20. liczba osób czytających i piszących w języku ukraińskim wzrosła w mieście do 70%, a na wsi do 50%.

## Rozwój kultury ukraińskiej
Polityka ukrainizacji łączyła się ze względną tolerancją dla aktywności twórczej artystów ukraińskich – pod warunkiem, że ich dzieła nie niosły przesłania jednoznacznie sprzecznego z linią partii. Sprawiło to, że okres lat 20. XX wieku w USRR należy do najbardziej twórczych epok w literaturze i kulturze ukraińskiej. W malarstwie rozwinął się kierunek modernistyczny (Mychajło Bojczuk, Anatol Petrycki). Muzykę symfoniczną na Ukrainie rozwijali Borys Latoszynski oraz Łew Rewucki. Działał twórca teatru eksperymentalnego Łeś Kurbas. Na bardziej nierównym poziomie stała literatura Ukraińskiej SRR. Obok twórców uznanych przez późniejszą krytykę za znakomitych poetów (Maksym Rylski, Wołodymyr Sosiura, Pawło Tyczyna), rozwijających się szkół symbolistycznej, neoklasycznej oraz futurystycznej działali twórcy ograniczający się do modyfikowania motywów znanych z literatury rosyjskiej, jak również pisarze i poeci tworzący dzieła w duchu socrealistycznym, o niewielkiej wartości artystycznej.
Rozwojowi kultury ukraińskiej w USRR towarzyszyła dyskusja twórców nad dalszym kierunkiem, w którym powinna ona podążać. W 1925 Mykoła Chwylowy zapoczątkował Wolną Akademię Proletariackiej Literatury (WAPLITE), stowarzyszenie pisarzy ukraińskich utożsamiających się z marksizmem, lecz dążących do upowszechniania na Ukrainie wzorców zaczerpniętych z literatury zachodnioeuropejskiej, zrywając z rosyjską (hasło: „Z dala od Moskwy!”). Organizacja ta została ostatecznie potępiona przez KP(b)U, a Chwylowy zmuszony do wycofania się ze swojego programu. Z kolei grupą otwarcie probolszewicką, promującą socrealizm było ugrupowanie literackie Płuh. Istniał również ukraiński oddział Wszechzwiązkowego Stowarzyszenia Pisarzy Proletariackich, przez który władze radzieckie promowały oficjalne stanowisko partii w kwestiach twórczości artystycznej.

## Zakończenie polityki „ukrainizacji”
Jeszcze w latach 20. XX wieku centralne władze ZSRR wprowadzały ograniczenia dla polityki ukrainizacji. W 1925 Ołeksandr Szumski zasugerował w rozmowie ze Stalinem zastąpienie szefa KP(b)U, Żyda Kaganowicza, Ukraińcem Własem Czubarem. Stalin stwierdził jednak, iż takie posunięcie byłoby „niewskazane”. W roku następnym, w liście do liderów KP(b)U stwierdził, iż kreowanie u robotników ukraińskich świadomości narodowej jest niedopuszczalne, gdyż w rezultacie przestają oni identyfikować się z ideologią partii, powstaje również ryzyko wybuchu antagonizmów narodowościowych. W 1928 szef Ukraińskiego Instytutu Marksizmu-Leninizmu Matwij Jaworskyj został usunięty z partii za „kreowanie ukraińskiego ruchu rewolucyjnego”, gdyż wyrażał pogląd, iż udział Ukraińców w powstaniu ZSRR jest przejawem nie tylko ruchu socjalistycznego, ale i walki o niepodległość Ukrainy. Wydarzenie to stało się początkiem poszukiwań dalszych przypadków „odchylenia nacjonalistycznego” wśród historyków USRR.
Polityka ta spowodowała zagrożenie dla władzy radzieckiej, związane z rozwojem ukraińskiej kultury i oświaty, oraz wzrostem identyfikacji narodowej. Dlatego też po umocnieniu się u władzy, Stalin zdecydował się zakończyć tę politykę, doprowadzając do skazania na śmierć części czołowych działaczy, a część przenosząc poza granice USRR.
Trwałym skutkiem polityki ukrainizacji stała się również zmiana składu narodowościowego miast USRR. Na przykład w Charkowie w 1923 jako Ukraińcy określało się 38% mieszkańców, natomiast w 1933 – połowa.

## Ocena polityki ukrainizacji
W nowszych badaniach historycznych przeważają sceptyczne oceny polityki ukrainizacji, zrywające z jej dotychczasowym postrzeganiem jako autentycznie prowadzącej do upowszechniania języka ukraińskiego w administracji i życiu codziennym. Współcześni historycy ukraińscy twierdzą, że statystyki ukrainizacji przedstawiane przez władze radzieckie są zawyżone. Istnieje również pogląd, iż w wyniku ukrainizacji miasta USRR stały się jedynie dwujęzyczne, nie zaś w całości ukraińskojęzyczne, zaś mimo dopływu Ukraińców do administracji wśród urzędników dominowało utożsamianie się z rosyjskością. Serhij Jekelczyk twierdzi jednak, że zdobycze kulturowe uzyskane dzięki korienizacji w USRR są trudne do przecenienia:

Abstrahując od rzeczywistych intencji i późniejszych zastrzeżeń, władze sowieckie efektywnie wspierały finansowo budowę ukraińskiego narodu, przyczyniając się do stworzenia w pełni rozwiniętych struktur organizacyjnych wyższej kultury, oświaty i administracji.